# Pommiers (Indre)
Pommiers település Franciaországban, Indre megyében. Lakosainak száma 228 fő (2022. január 1.). Pommiers Chavín-kultúra, Gargilesse-Dampierre, Malicornay, Orsennes és Badecon-le-Pin községekkel határos.

## Népesség
A település népességének változása:
| Lakosok száma | 405  | 322  | 279  | 270  | 277  | 261  | 224  | 214  | 210  | 228  |
|               | 1968 | 1982 | 1990 | 2006 | 2013 | 2015 | 2017 | 2019 | 2020 | 2022 |